# Sufian Ben Yacoub
Sufian Ben Yacoub Enrani Mimount, más conocido como Sufian Ben Yacoub es un antropólogo, poeta y bailarín de break dance marroquí afincado en España, ganador de varios premios a lo largo de su carrera en el break.
Dentro de la escena española del breaking Sufian es conocido como "Sufi".

## Carrera
Sufian fue ganador del segundo premio en los Premios Sanse Urbano 2011 en Madrid junto con Sebastián Gómez.
En 2018 Sufian Ben Yacoub fue también finalista del Bionic Festival 2018.
A lo largo de 2019 subió varios vídeos a su plataforma de YouTube en los que se mostraba practicando Break dance.
En febrero de 2020 publicó su primer libro de poesía, Perro(S).
En 2020 Sufian apareció también como bailarín en un episodio del programa Sánchez y Carbonell, anteriormente conocido como Torres y Reyes.
El 12 de diciembre de 2020 trabajó como director y coreógrafo para el espectáculo ¡Expulsión!, que tuvo lugar en Casa Árabe.
El 22 de abril de 2021 se presentó por primera vez en el Festival Madrid en Danza el documental El baile de la vida, en el que Sufian es uno de los bailarines.